# Lingua corasmia
La lingua corasmia, detta anche corasmio, corasmiano o  chvarezmio, è una lingua iranica orientale estinta, strettamente legata al sogdiano. Era parlata nella regione della Corasmia, situata lungo il corso inferiore del fiume Amu Darya a sud del lago d'Aral, nella parte settentrionale dell'odierno Uzbekistan, e nelle zone limitrofe del Turkmenistan.
La nostra conoscenza del corasmiano è limitata alla sua fase medio-iranica e, come per il sogdiano, non è ben conosciuta la sua forma antica. Prima dell'avanzata dell'Islam in Transoxiana (inizio VIII secolo d.C.), il corasmiano era scritto con caratteri simili a quelli del sogdiano e del pahlavi, con radici nell'alfabeto aramaico imperiale. Dalle poche testimonianze rimanenti di questa scrittura (da monete e manufatti), è stato osservato che il corasmiano scritto includeva logogrammi aramaici o ideogrammi, cioè, parole scritte in aramaico per rappresentare parole native pronunciate.
Dopo l'avanzata dell'Islam, il corasmiano utilizzò una versione dell'alfabeto persiano-arabo con qualche segno in più per rappresentare i suoi suoni specifici, come la lettera څ, che rappresenta /ts/ e /dz/, come nell'ortografia tradizionale Pashtu. Una versione di questo alfabeto sopravvive e viene usato dai parlanti moderni di pashto.
Dagli scritti dei grandi studiosi corasmiani, Biruni e Zamakhshari, sappiamo che la lingua era in uso almeno fino al XII secolo, quando fu gradualmente sostituito da vari dialetti del turco, nonché dal persiano.
Oltre a diversi termini astronomici utilizzati da Biruni, le nostre altre fonti di corasmiano comprendono che il dizionario arabo-persiano-corasmiano di Zamakhshari e diversi testi giuridici che utilizzano termini corasmiani per spiegare alcuni concetti legali.